# Saturnia flavomaculata
Saturnia flavomaculata är en fjärilsart som beskrevs av Schultz. 1909. Saturnia flavomaculata ingår i släktet Saturnia och familjen påfågelsspinnare. Inga underarter finns listade.